# DR K
DR K var en dansk tv-kanal i perioden 2009—2020. Det var DR's femte licensfinansierede tv-kanal, og den havde fokus på historie og kultur.
Kanalen gik i luften den 1. november 2009. DR K blev sendt i MPEG-4-format på det digitale sendenet samt digitalt og analogt på YouSee kabel-tv. Pr. 1. november så 278.000 personer kanalen. Som en konsekvens af medieforliget i efteråret 2018 blev kanalen nedlagt pr. 2. januar 2020 og opslugt af DR2.

## Profil
DR K fokuserede på historie og kultur. Kanalen sendte programmer om opera, billedkunst, litteratur, mode, arkitektur, arkæologi og historie. Programmerne var både dokumentar- og portrætprogrammer, men også quizshows som Historiequizzen og Kunstquiz. Desuden sendtes der klassiske film fra tresserne og fremad fra især Frankrig, Storbritannien og Italien.
I forbindelse med DR's omlægning af kanaler i 2013 blev tro- og eksistens programmerne Morgenandagten, Før Søndagen og DR Kirken flyttet til DR K.
DR K sendte også genudsendelser af en række tv-serier, bl.a. Krøniken, Edderkoppen, Een gang strømer... samt Rejseholdet og Huset på Christianshavn og En by i provinsen.

## DR K's ophør
Ifølge medieforlig mellem den daværende regering og DF indgået i 2018 blev DR K opslugt af DR2.